# Mahmoud Lasram
Mahmoud Lasram, mort en 1837, est un homme politique tunisien.
Il naît dans une famille notable tunisienne, originaire de Kairouan et intégrant la grande notabilité tunisoise. Ses aïeux, Ahmed Lasram et son frère Mohamed Lasram Ier, s'exilent en Algérie vers 1735 avec les fils du fondateur de la dynastie husseinite ; ils sont très proches de l'aîné, Mohamed Rachid Bey. Par conséquent, les Lasram, honorés par ce dernier, par Ali Ier Pacha et par leurs descendants, forment une dynastie de secrétaires de chancellerie et de premiers secrétaires.
Fils de Mohamed Lasram Ier, qui devient khodja des Zouaoua (secrétaire des régiments de cavalerie berbère) et caïd-gouverneur de Sfax, il suit des études à la Zitouna, notamment les enseignements d'un éminent savant, Hassan Chérif. Sous le règne de Hammouda Pacha, il est désigné secrétaire de la chancellerie (diwan el incha) sous la présidence de son frère aîné, le premier secrétaire (bach kateb), Mohamed Lasram III. À la mort de son frère en 1827, il devient lui-même premier secrétaire sous le règne de Hussein II Bey et jusqu'à sa mort survenue en 1837.